# Palau de la Generalitat de Catalunya
Il Palazzo della Generalità della Catalogna (in catalano: Palau de la Generalitat de Catalunya, in spagnolo: Palacio de la Generalidad de Cataluña) è la sede della presidenza della Generalità della Catalogna, ed è uno dei pochi edifici di origine medievale in Europa tuttora utilizzato come sede di governo.
Si trova nel distretto della Ciutat Vella della città di Barcellona, nella Plaça de Sant Jaume, di fronte alla Casa de la Ciutat.

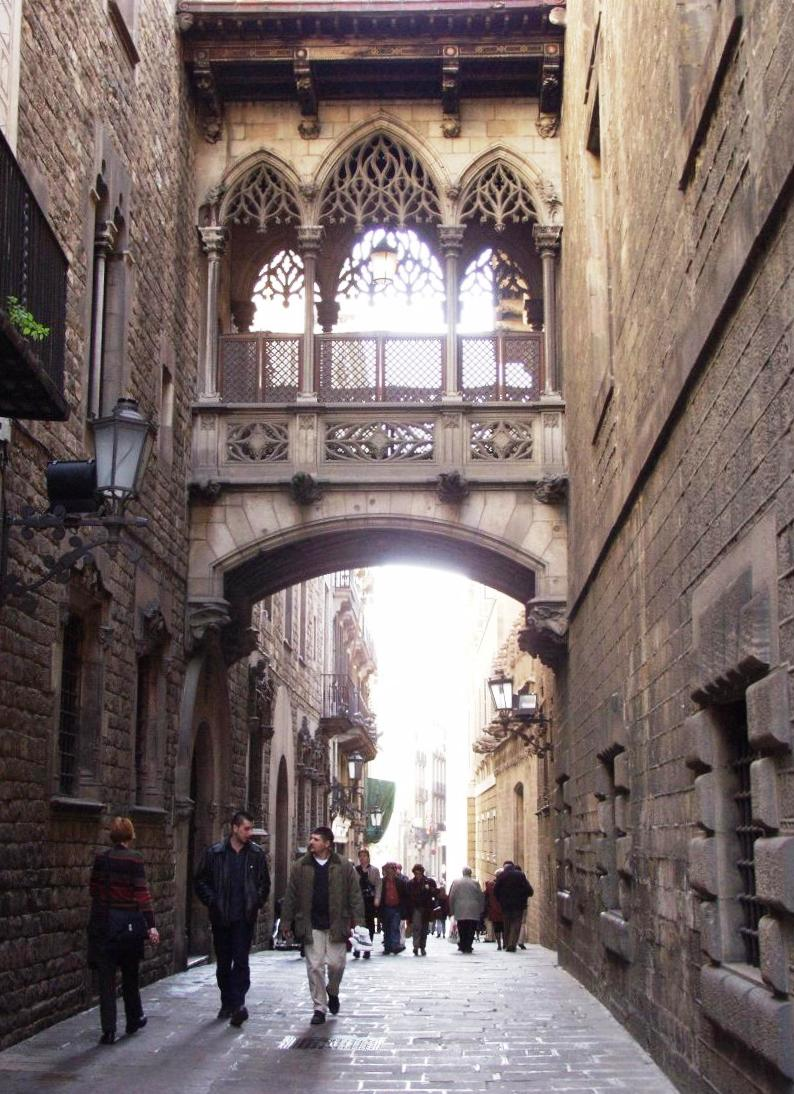
Passaggio tra il Palazzo della Generalità e le Cases dels Canonges.

## Storia e descrizione
Il Palazzo fu costruito in più fasi a partire dal Quattrocento, presenta due facciate. La più antica, realizzata da Marc Safont, è quella che affaccia sulla calle del Obispo ed è in stile gotico-catalano. Più moderna è invece la facciata rivolta sulla Plaça de Sant Jaume.
Ciascuna delle facciate ospita una rispettiva scultura dedicata a San Giorgio, raffigurato in un medaglione nella facciata più antica (1418) e in una grande statua nella facciata più moderna (1597). Allo stesso santo sono dedicate, all'interno del Palazzo, la Capilla de San Jorge (introdotta da una facciata del XV secolo) e il Salòn de San Jorge (dotato di affreschi moderni).
Il Palazzo include inoltre un "Cortile degli aranci" (1526-1600), in stile gotico-rinascimentale, introdotto da una galleria gotica con patio a doppio registro.
Tra gli ambienti interni, la sala del Concistorio Nuevo ospita lampadari in vetro di Murano e arazzi fiamminghi.

## Galleria d'immagini

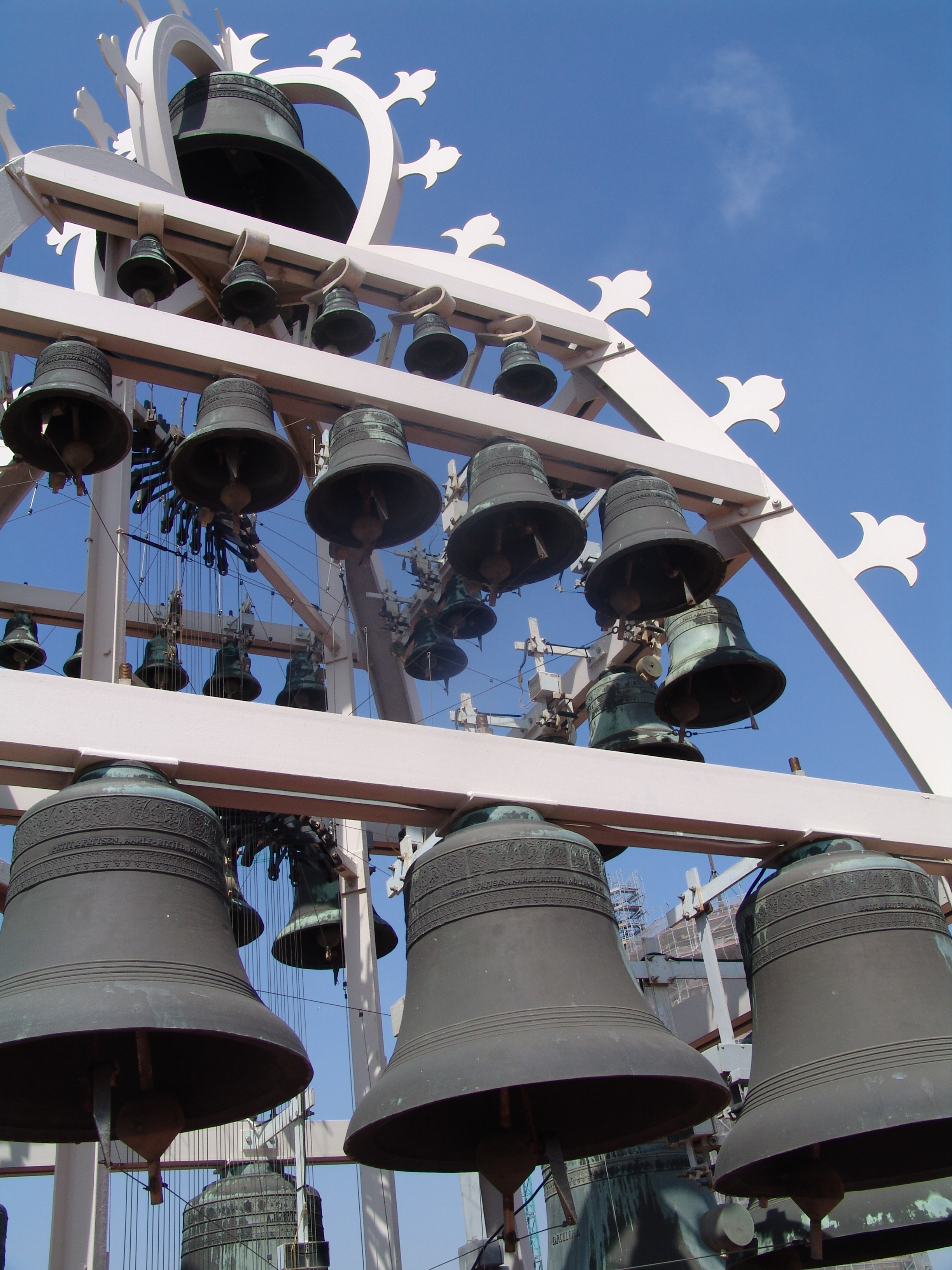
Carillon
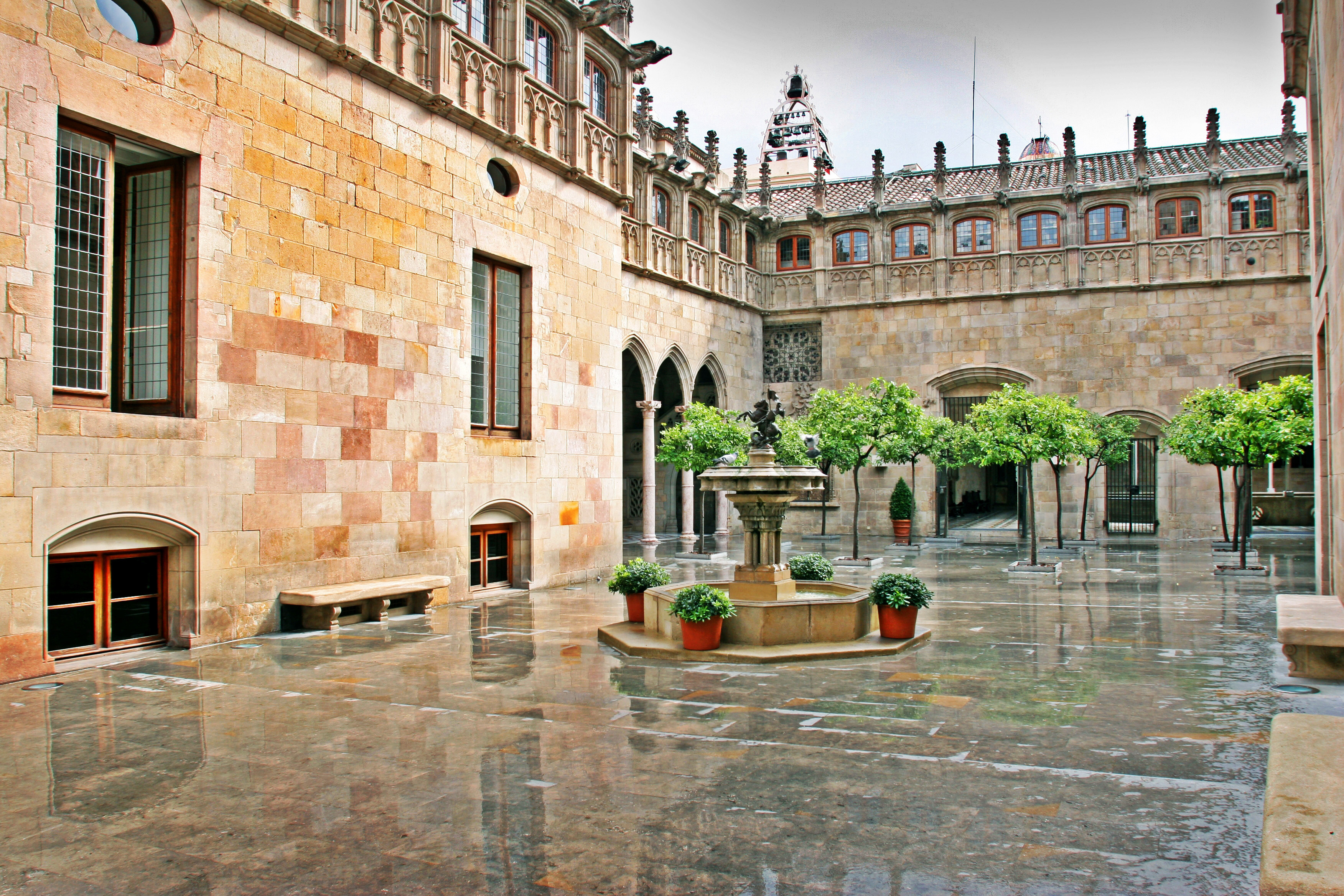
Pati dels Tarongers (Cortile degli aranci)
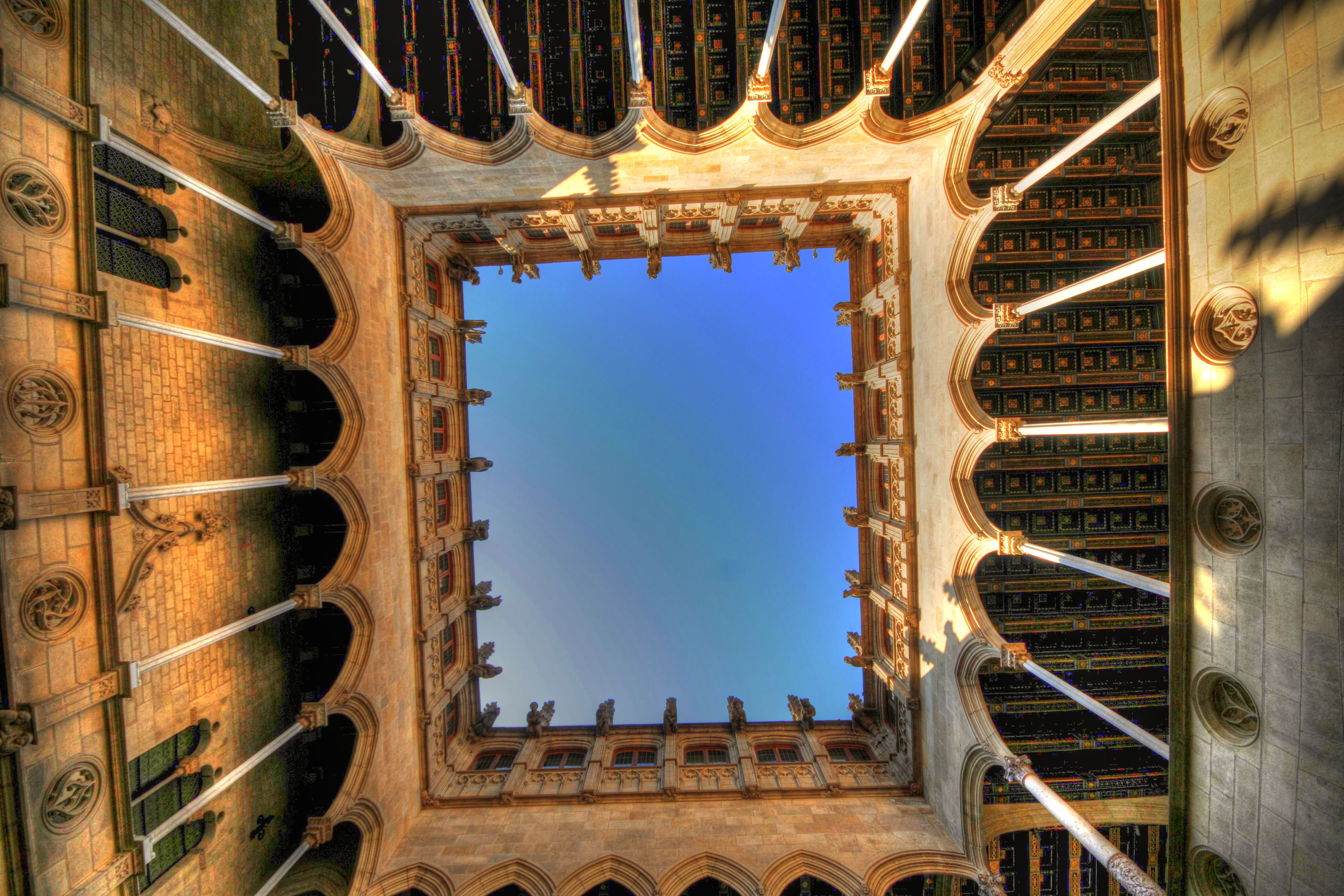
Patio
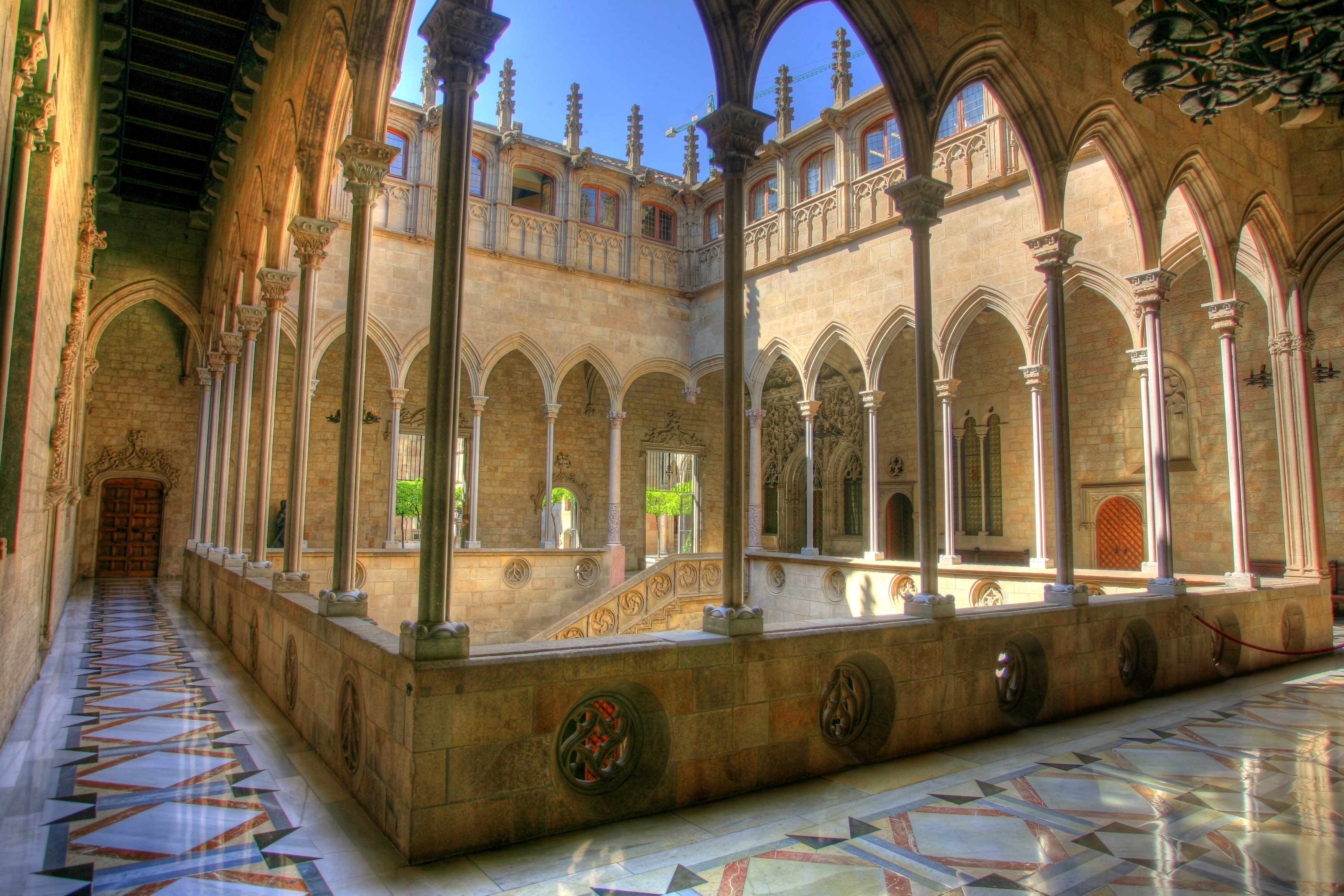
Galleria gotica e patio
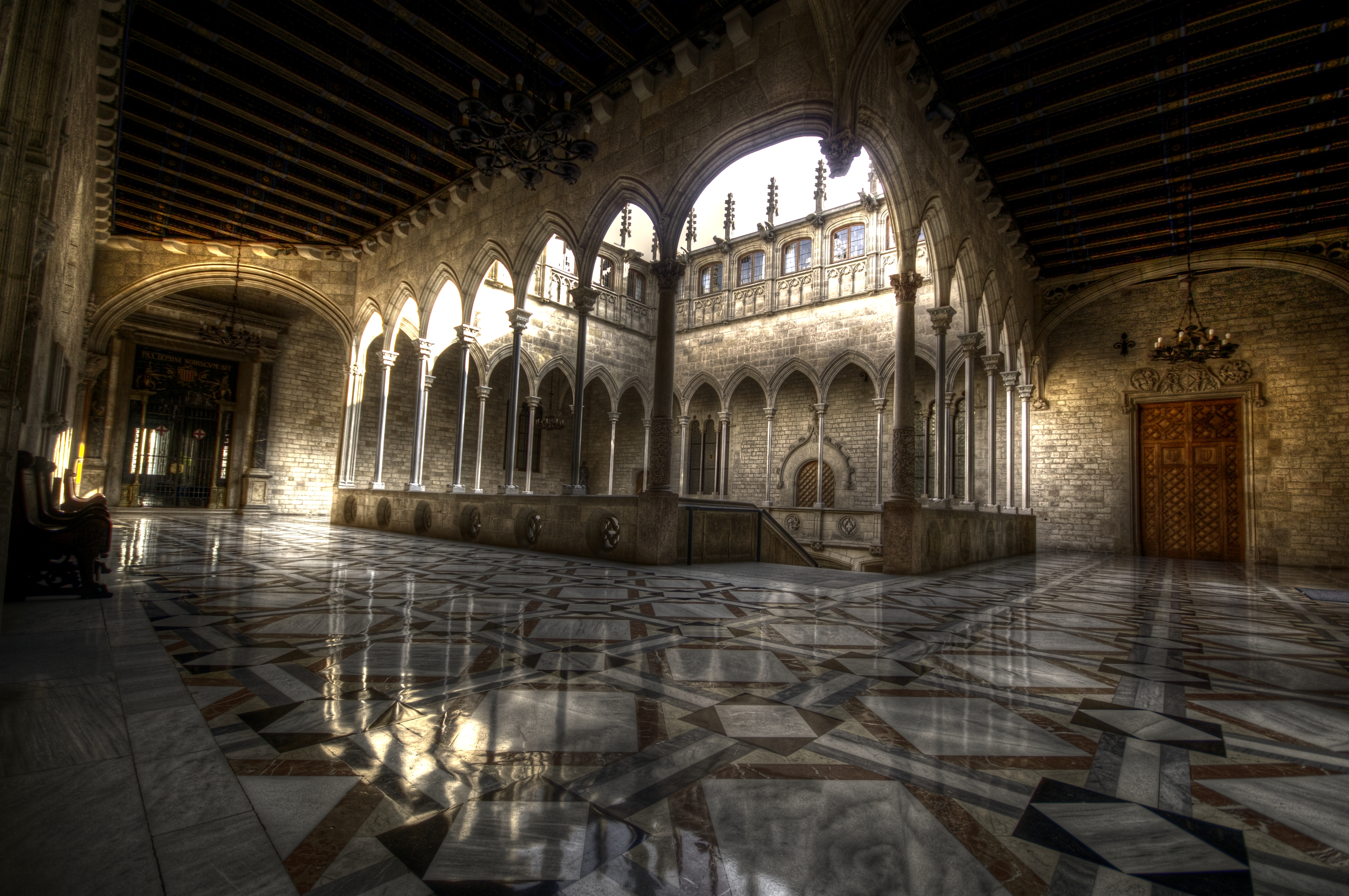
Vista principale della galleria gotica
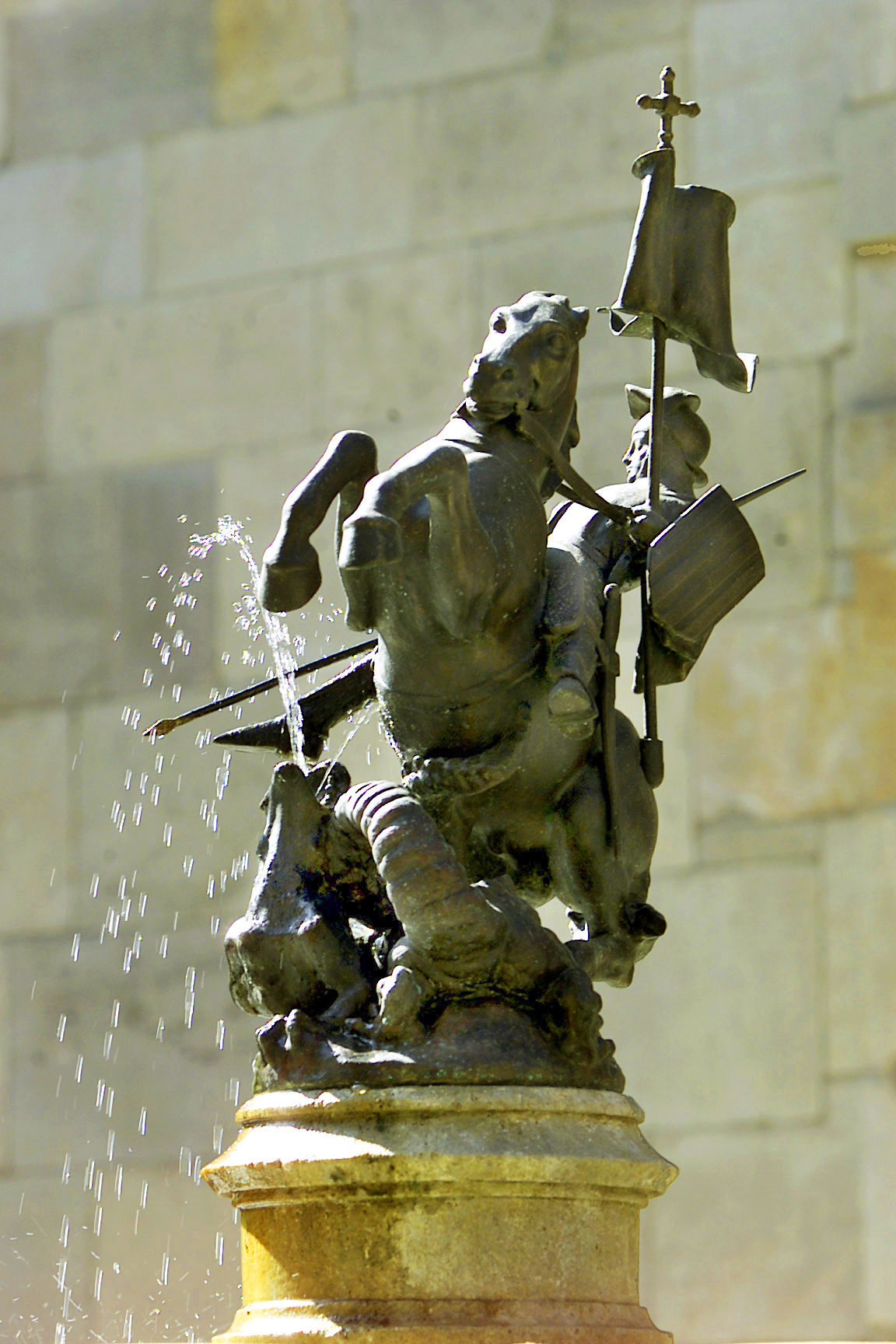
Sant Jordi
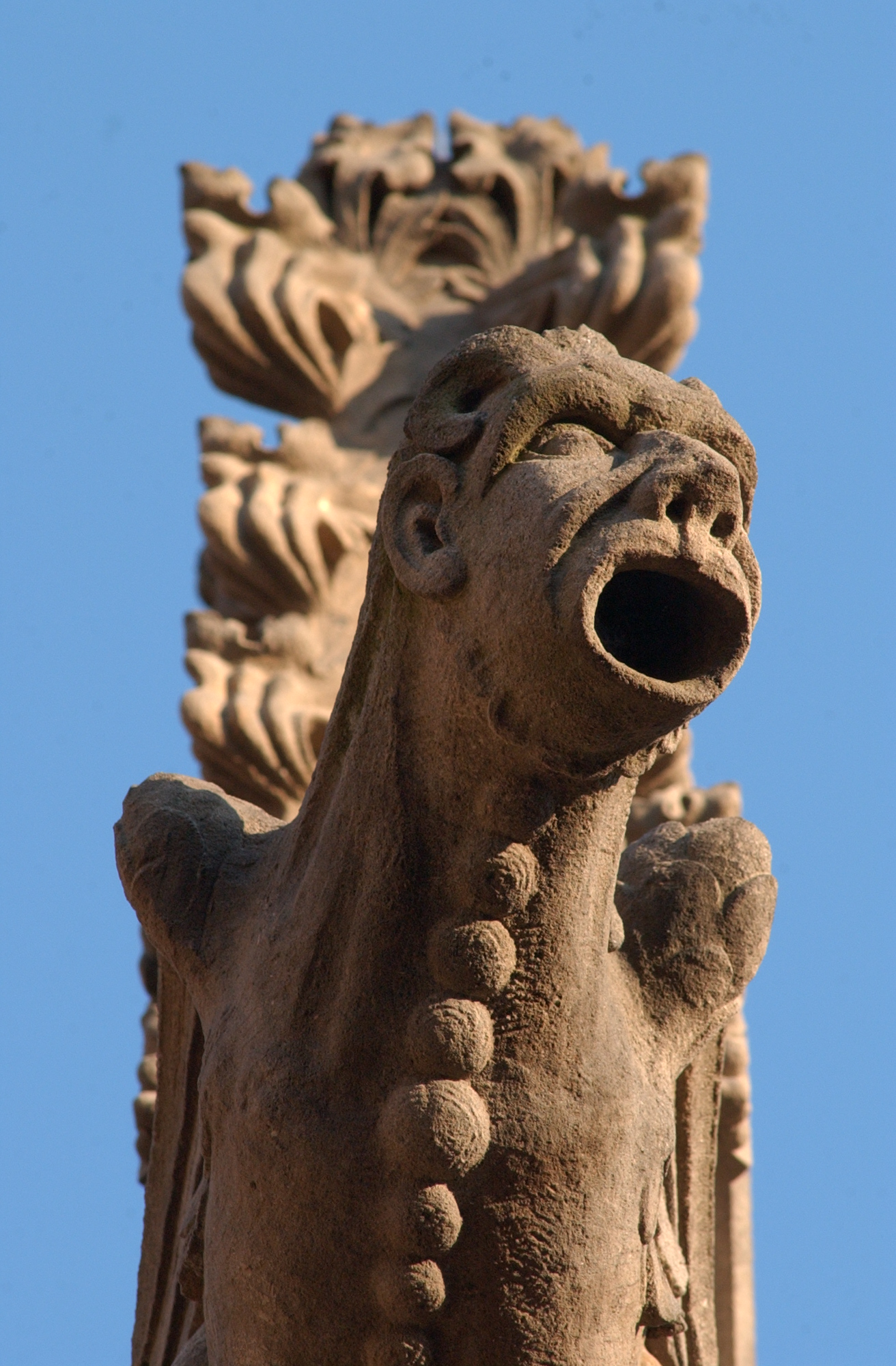
Gargoile